# 65 Cybele
65 Cybele este cel  de-al doisprezecelea asteroid, ca mărime, din centura principală.

## Descoperirea asteroidului
A fost descoperit de către astronomul german Ernst Wilhelm Tempel, la data de 8 martie 1861, de la Observatorul din Marsilia.

## Denumire
Mai întâi a fost denumit „Maximiliana”, în onoarea lui Maximilian al II-lea al Bavariei. Alegerea acestui nume a provocat o controversă, ca și pentru asteroidul 12 Victoria; într-adevăr Maximilian al II domnea în acel moment. Astrul a fost redenumit „Cybele”, după Cybele, divinitate romană de origine frigiană.

## Caracteristici
Cybele este un asteroid de tip C, ceea ce semnifică faptul că suprafața sa este foarte întunecată și compusă din carbon.
Asteroidul 65 Cybele are diametrul mediu de 237,26 km. Orbita sa se caracterizează printr-o semiaxă majoră egală cu 3,43335838 u.a., o excentricitate de 0,10497506 și o perioadă orbitală de 2.323,67 de zile (6,36 ani). Cybele are o viteză orbitală medie de 16,07434096 km/s și are o înclinație de 3,54838537º în raport cu ecliptica.

## Ocultații
Prima ocultație cunoscută a asteroidului 65 Cybele a fost observată la 17 octombrie 1979, în Uniunea Sovietică (la Ura-Tyube, în actualul Tadjikistan). Cu această ocazie, i-a fost determinat un diametru de 230 km, valoare foarte apropiată de cea de 237 km, determinată de satelitul IRAS.
Observarea acestei ocultații a condus la aflarea unor indicii privitoare la existența posibilă a unui satelit natural al asteroidului Cybele, de 11 km, care orbitează la 900 km distanță.
La 24 august 2008 Cybele a ocultat steaua 2UCAC 24389317, cu magnitudinea de 12,7,  din constelația Ophiuchus., iar în 11 octombrie 2009, Cybele a ocultat o stea cu magnitudinea de 13,4, din constelația Aquarius.